# Christine Collins
Christine Ida Collins (Los Angeles, California; 14 de diciembre de 1888 - ibidem, 8 de diciembre de 1964) fue una mujer de clase trabajadora, supervisora en una empresa de telefonía que peleó para encontrar a su hijo desaparecido.
La historia de Christine Collins conmocionó a la ciudad de Los Ángeles.

## Biografía
A finales de 1920 Christine Collins fue abandonada por su esposo, Walter Anson, estando embarazada. Desde entonces dedicó la mayor parte de su tiempo a la crianza de su hijo Walter Collins y a su trabajo como telefonista.
El 9 de marzo de 1928, Christine Collins acompañó a Walter Collins hasta la escuela. Se fue a trabajar, y por un imprevisto tardó más tiempo en volver de su trabajo, y al regresar su hijo no había regresado. Instantes después se comunicó con la policía, aunque tuvo que esperar 24 horas a que se realizara la búsqueda, porque ese era el tiempo en que se declaraba la desaparición de una persona por aquel entonces.
Su marido, Walter Anson, murió en 1932 en la cárcel de Folsom.

## Suplantación de identidad
En agosto de 1928, un niño fugitivo de Illinois de 12 años de edad, originario de Iowa, Arthur Hutchins Jr., se hizo pasar por el desaparecido Walter Collins para poder llegar a Hollywood y conocer a Tom Mix, su actor favorito.
La policía consideró cerrado el caso y trató de convencer a Christine Collins de que Hutchins era su hijo. Aturdida por los fotógrafos, los reporteros y la policía, Christine acabó por llevarse a Arthur Hutchins, aún sabiendo que no era su hijo. Cuando reclamó, fue internada contra su voluntad en el pabellón psiquiátrico del Hospital General del Condado de Los Ángeles bajo un Código 12 reservado para personas a las que se ingresaba sin orden judicial.
Finalmente Arthur Hutchins, conocido también por su alias Billy Fields, reconoció la verdad. Arthur oyó en un bar de carretera decir que tenía un parecido asombroso con Walter Collins, y se le ocurrió entregarse a las autoridades locales y hacerse pasar por Walter para que Christine le pagara el billete de autobús a Los Ángeles.
Diez días después de que Hutchins admitiera la verdad, Christine fue puesta en libertad. Sin saberlo, su plan desencadenaría una serie de acontecimientos que cambiaría para siempre el comportamiento del Departamento de Policía de Los Ángeles.

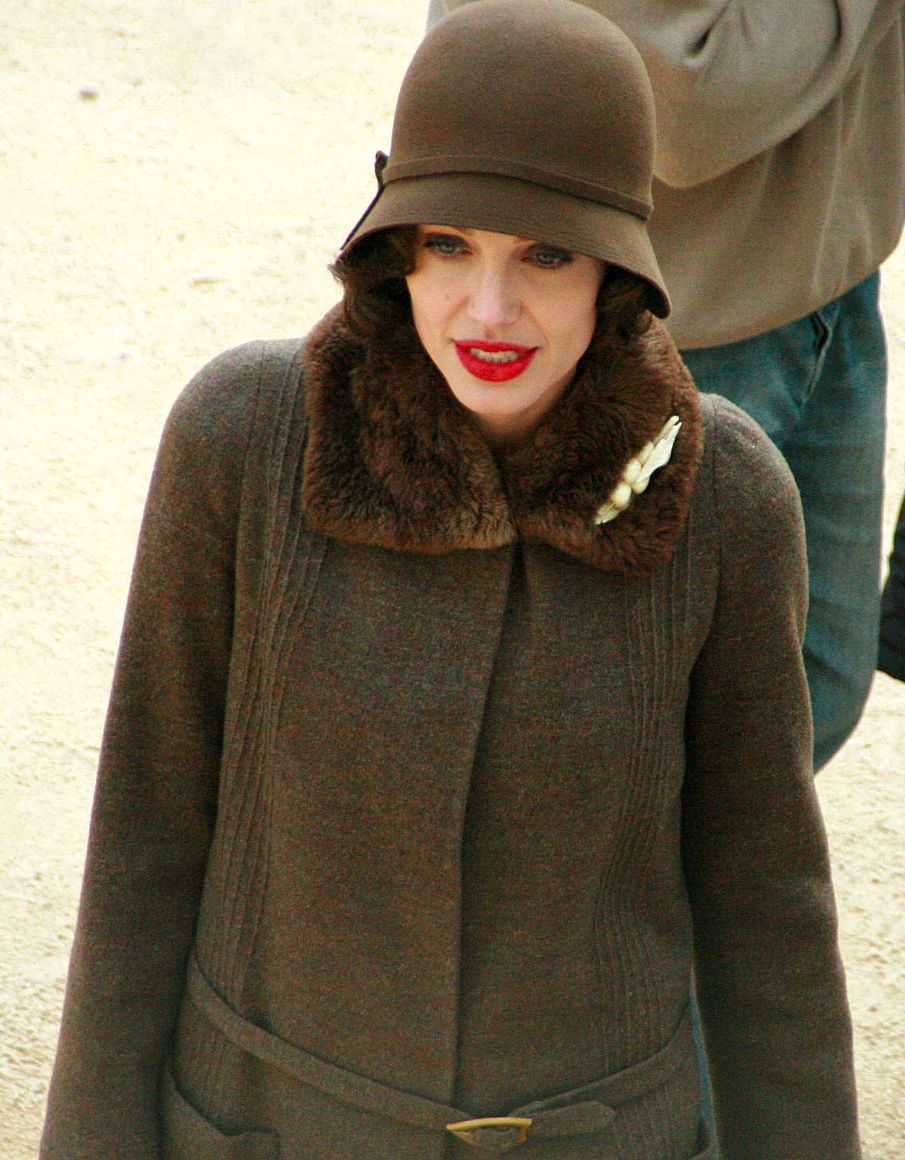
Angelina Jolie como Christine Collins en la película dirigida por Clint Eastwood.

## Repercusiones
Debido a las actuaciones que realizó Christine por encontrar a su hijo, Wineville cambió su nombre por el de Mira Loma el 1 de noviembre de 1930, debido en gran parte a la publicidad negativa en torno a este caso. Nombres como Wineville Avenue, Wineville Road, Wineville Park y otras referencias geográficas aún recuerdan el antiguo nombre de la población.

## Últimos años y muerte
Christine Collins usó distintos alias para permanecer fuera de los medios de comunicación, vivió sola durante la década de 1950 y murió en Los Ángeles el 8 de diciembre de 1964, a los 75 años de edad. Jamás encontró a su hijo Walter Collins a pesar de buscarlo hasta el día de su muerte.

## Cultura popular
Clint Eastwood dirigió una película en 2008 basada en estos sucesos bajo el título de Changeling.